# Fábio Deivson Lopes Maciel
Fábio Deivson Lopes Maciel, vagy egyszerűen Fábio (Nobres, 1980. szeptember 30.) brazil labdarúgó, jelenleg a Fluminense kapusa.

## Pályafutása
Többször volt tagja a brazil válogatott keretének, két nagy tornán is jelen volt, pályára azonban egyszer sem lépett. Így is Copa America-győztesnek mondhatja magát.

## Sikerei, díjai
Atlético Paranaense
- Paraná állami bajnok: 1998

Vasco da Gama
- Brazil országos bajnok: 2000
- Mercosur-kupa-győztes: 2000
- Rio de Janeiro állami bajnok: 2003

Cruzeiro
- Minas Gerais állami bajnok: 2006, 2008, 2009, 2011, 2014
- Brazil országos bajnok: 2013, 2014

Brazil válogatott
- U-17-es világbajnok: 1997
- Copa América-győztes: 2004